# Zulia
Zulia ist einer der 23 Bundesstaaten von Venezuela und befindet sich im Nordwesten des Landes an der Grenze zu Kolumbien. Die Hauptstadt ist Maracaibo.
Der Name stammt vom Namen einer Pflanze (Männertreu, lat. Lobelia erinus) in einer Chibcha-Sprache bzw. bezieht sich auf den gleichnamigen Fluss, der im Südwesten des Staates in den Maracaibo-See mündet.
Vom Erdöl aus dem Maracaibo-See (eine der größten Reserven von Öl und Erdgas in der westlichen Hemisphäre) stammt ein großer Teil der Einnahmen des Landes.
In Zulia leben gut 60 Prozent der indigenen Bevölkerung Venezuelas. Der Anteil an der Bevölkerung von Zulia beträgt knapp 13 Prozent (Zensus 2011).

## Geografie
Zulia hat eine lange (und größtenteils unbewohnte) Grenze zu Kolumbien im Norden und Westen, von der Guajira-Halbinsel bis zu den Bergen von Perijá. Im Süden grenzt es an die venezolanischen Andenstaaten Táchira, Mérida und Trujillo und im Osten an Lara und Falcón.
Innerhalb seiner Grenzen befindet sich der Maracaibo-See, der größte See in Südamerika. Einer umstrittenen Legende nach gaben die an Venedig erinnernden Pfahlbauten (palafitos), welche die indigenen Añu über dem Wasser errichtet hatten, Venezuela seinen Namen (Klein-Venedig). Nördlich davon befindet sich der Golf von Venezuela.
Mit 63.100 km² ist Zulia das fünftgrößte Bundesland des Landes.

## Verwaltungsgliederung
Zulia ist in 21 Bezirke (Municipios) eingeteilt:
| \| Bezirk \| Hauptstadt \| \| -------------------------- \| ------------------------- \| \| Almirante Padilla \| El Toro \| \| Baralt \| San Timoteo \| \| Cabimas \| Cabimas \| \| Catatumbo \| Encontrados \| \| Colón \| San Carlos del Zulia \| \| Francisco Javier Pulgar \| Pueblo Nuevo, El Chivo \| \| Jesús Enrique Losada \| La Concepción \| \| Jesús María Semprún \| Casigua el Cubo \| \| La Cañada de Urdaneta \| Concepción \| \| Lagunillas \| Ciudad Ojeda \| \| Machiques de Perijá \| Machiques \| \| Mara \| San Rafael del Moján \| \| Maracaibo \| Maracaibo \| \| Miranda \| Los Puertos de Altagracia \| \| Páez \| Sinamaica \| \| Rosario de Perijá \| La Villa del Rosario \| \| San Francisco Municipality \| San Francisco \| \| Santa Rita \| Santa Rita \| \| Simón Bolívar \| Tía Juana \| \| Sucre \| Bobures \| \| Valmore Rodríguez \| Bachaquero \| |                           |
| Bezirk | Hauptstadt                |
| Almirante Padilla | El Toro                   |
| Baralt | San Timoteo               |
| Cabimas | Cabimas                   |
| Catatumbo | Encontrados               |
| Colón | San Carlos del Zulia      |
| Francisco Javier Pulgar | Pueblo Nuevo, El Chivo    |
| Jesús Enrique Losada | La Concepción             |
| Jesús María Semprún | Casigua el Cubo           |
| La Cañada de Urdaneta | Concepción                |
| Lagunillas | Ciudad Ojeda              |
| Machiques de Perijá | Machiques                 |
| Mara | San Rafael del Moján      |
| Maracaibo | Maracaibo                 |
| Miranda | Los Puertos de Altagracia |
| Páez | Sinamaica                 |
| Rosario de Perijá | La Villa del Rosario      |
| San Francisco Municipality | San Francisco             |
| Santa Rita | Santa Rita                |
| Simón Bolívar | Tía Juana                 |
| Sucre | Bobures                   |
| Valmore Rodríguez | Bachaquero                |

## Wirtschaft
Zulia ist abhängig von der Förderung von Erdöl, die in großem Umfang (im Maracaibo-See) durchgeführt wird (80 % der Landesproduktion kommen aus Zulia). Dessen Verkaufserlöse sind die Haupteinnahmequelle von Venezuela.
Im Süden erfolgt Ackerbau und Viehzucht, hauptsächlich von Palmenöl, Trauben, Milch, Käse, Rind- und Schweinefleisch, Geflügel, aber auch Bananen in vielen Größen und Sorten, Zuckerrohr, Kokosnüsse, Baumwolle, Bohnen und Melonen.
In den Gewässern von Zulia (Maracaibo-See und Golf von Venezuela) gibt es auch umfangreichen Fischfang.

## Söhne und Töchter des Staates
- Humberto Fernández Morán (1924–1999), Wissenschaftler
- Rafael Urdaneta (1788–1845), Präsident Großkolumbiens
- Rafael María Baralt (1810–1860), Schriftsteller und Journalist
- Luis Aparicio (* 1934), Baseballspieler